# Industrie- und Handelskammer Chemnitz

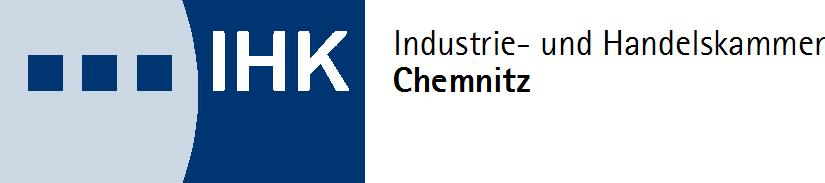
Logo der IHK Chemnitz

Die Industrie- und Handelskammer (IHK) Chemnitz ist die regionale Interessenvertretung der Handels- und Gewerbetreibenden im ehemaligen Direktionsbezirk Chemnitz und gliedert sich in fünf Regionen auf (Stadt Chemnitz, Landkreis Mittelsachsen, Erzgebirgskreis, Vogtlandkreis und Landkreis Zwickau).

## Geschichte

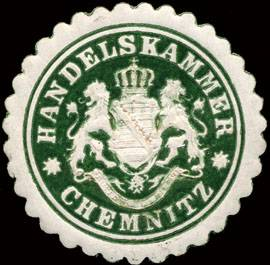
Siegelmarke der Handelskammer Chemnitz im Königreich Sachsen

In der Region Südwestsachsen wurde am 11. November 1862 in Chemnitz die erste Handels- und Gewerbekammer gegründet. Am 27. November 1862 erfolgte die Gründung der Handels- und Gewerbekammer in Plauen. Im Jahr 1902 erfolgte die Trennung der Handels- von der Gewerbekammer. Die Handelskammer Chemnitz war räumlich für die Stadt Chemnitz und die Amtshauptmannschaften Annaberg, Borna, Chemnitz, Döbeln, Flöha, Glauchau, Marienberg und Rochlitz zuständig.
Die Handelskammer diente als Interessenvertretung für Handel, Industrie und Gewerbe gegenüber dem Sächsischen Ministerium des Innern, später dem Ministerium der Wirtschaft und den Behörden des Bezirkes. Gegenüber der Chemnitzer Produktenbörse und seit 1905 auch der Warenprüfungsstelle für das Textilgewerbe wirkte sie als Aufsichtsorgan. Ab 1906 nahm die Handelskammer an der Leitung und Verwaltung der Chemnitzer Öffentlichen Handelslehranstalt teil und unterstützte sie. Die Handelsrichter bei den Kammern für Handelssachen am Landgericht Chemnitz und an den Amtsgerichten Annaberg und Glauchau wurden jeweils von der Handelskammer vorgeschlagen. Beginnend mit dem Jahr 1911 wurden alle zwei Monate Mitteilungen herausgegeben.
Mit der Machtergreifung der Nationalsozialisten endete die Selbstverwaltung der Wirtschaft. Die Kammer wurde gleichgeschaltet und das Führerprinzip eingeführt. 1942 wurden die Kammern dann gemeinsam mit den Handwerkskammern aufgelöst und deren Restaufgaben den neu gegründeten Gauwirtschaftskammern, hier der Gauwirtschaftskammer Sachsen übertragen. In der SBZ wurde 1946 die Industrie- und Handelskammer Sachsen gebildet, der auf Kreisebene unselbstständige Kammern nachgeordnet waren. 
Im August 1953 entstand die Industrie- und Handelskammer der Deutschen Demokratischen Republik. Nachdem 1972 die letzten Industriebetriebe verstaatlicht worden waren, versanken die Kammern in der Bedeutungslosigkeit. Anfang 1990 unternahmen Gewerbetreibende erste Schritte zu einer Reorganisation ihrer unternehmerischen Selbstverwaltung. Nachdem am 1. März 1990 mit der „Verordnung über die Neugründung der Industrie- und Handelskammern“ die gesetzgeberische Grundlage geschaffen war, gründete sich am 21. April 1990 die „Industrie- und Handelskammer Südwestsachsen Erzgebirge/Vogtland“. Nach der Bildung von Regionalkammern in Chemnitz, Plauen und Zwickau hieß die Kammer „IHK Südwestsachsen Chemnitz Plauen Zwickau“. Seit 1. März 2010 führt die Kammer den Namen „IHK Chemnitz“. Zum 1. Januar 2016 wurden die IHK Chemnitz Region Mittelsachsen in IHK Chemnitz Regionalkammer Mittelsachsen und die IHK Chemnitz Region Erzgebirge in IHK Chemnitz Regionalkammer Erzgebirge umbenannt.

## Sitz

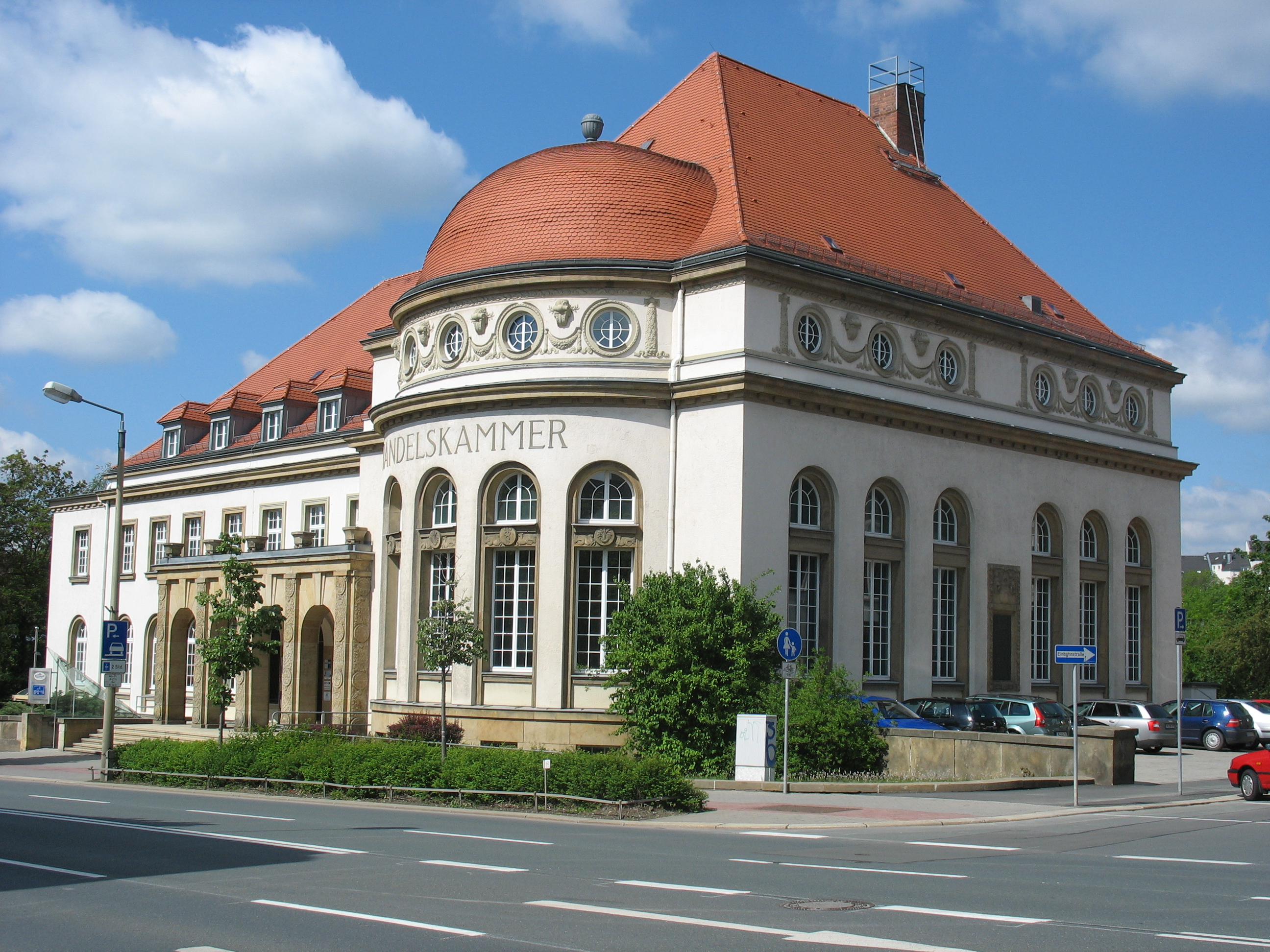
Sitz der Regionalkammer Plauen in der Friedensstraße 32

Der Hauptsitz ist in Chemnitz. In den Städten Annaberg-Buchholz, Freiberg, Plauen und Zwickau befinden sich Regionalkammern. 

## Organisation
Ehrenamtlicher Präsident der IHK Chemnitz ist Max Jankowsky. Das Hauptamt wird von Hauptgeschäftsführer Christoph Neuberg geleitet. Die IHK betreut über 70.000 Mitgliedsunternehmen im Kammerbezirk.

## Geschäftsfelder
Die inhaltlich-thematische Arbeit gliedert sich in sechs Geschäftsfelder
- Standortpolitik
- Existenzgründung und Unternehmensförderung
- Aus- und Weiterbildung
- Innovation und Umwelt
- International
- Recht und Steuern

## Personen
| Präsident                      | Amtszeit  |
| ------------------------------ | --------- |
| Julius Gustav Hahmann          | 1862–1866 |
| Moritz Ferdinand Bahse         | 1866–1878 |
| Carl Hermann Findeisen         | 1878–1884 |
| Ernst Friedrich Theodor Peters | 1884–1887 |
| Heinrich Gulden                | 1887–1891 |
| Ferdinand Waldau               | 1891–1894 |
| Alexander Philipp              | 1895–1896 |